# Яжомбкі (Західнопоморське воєводство)
Яжомбкі (пол. Jarząbki) — село в Польщі, у гміні Барлінек Мисліборського повіту Західнопоморського воєводства.
Населення — 65 осіб (2011).
У 1975-1998 роках село належало до Гожовського воєводства.

## Демографія
Демографічна структура станом на 31 березня 2011 року:
|          | Загалом | Допрацездатний вік | Працездатний вік | Постпрацездатний вік |
| -------- | ------- | ------------------ | ---------------- | -------------------- |
| Чоловіки | 34      | 5                  | 23               | 6                    |
| Жінки    | 31      | 9                  | 14               | 8                    |
| Разом    | 65      | 14                 | 37               | 14                   |